# Raukaua simplex
Raukaua simplex är en araliaväxtart som först beskrevs av Johann Georg Adam Forster, och fick sitt nu gällande namn av A.D.Mitch., Frodin och Heads. Raukaua simplex ingår i släktet Raukaua och familjen araliaväxter.

## Underarter
Arten delas in i följande underarter:
- R. s. simplex
- R. s. sinclairii